# Francesco Zappa
Francesco Zappa studijski je album američkog glazbenika Frank Zappe, koji izlazi u studenom 1984.g. Album je značajan po tome što se na njemu nalazi klasična glazba talijanskog skladatelja Francesca Zappe, koju je komponirao 1763. i 1788. Zappa je do materijala za album došao preko biblioteke na sveučilištu "UC Berkeley".

## Popis pjesama
Sve skladbe je komponirao Francesco Zappa, a izvodi ih Frank Zappa na synclavieru.
1. "Opus 1: No. 1 First Movement: Andante" – 3:32
2. "No. 1 2nd Movement: Allegro Con Brio" – 1:27
3. "No. 2 1st Movement: Andantino" – 2:14
4. "No. 2 2nd Movement: Minuetto Grazioso" – 2:04
5. "No. 3 1st Movement: Andantino" – 1:52
6. "No. 3 2nd Movement: Presto" – 1:50
7. "No. 4 1st Movement: Andante" – 2:20
8. "No. 4 2nd Movement: Allegro" – 3:04
9. "No. 5 2nd Movement: Minuetto Grazioso" – 2:29
10. "No. 6 1st Movement: Largo" – 2:08
11. "No. 6 2nd Movement: Minuet" – 2:03
12. "Opus IV: No. 1 1st Movement: Andantino" – 2:47
13. "No. 1 2nd Movement: Allegro Assai" – 2:02
14. "No. 2 2nd Movement: Allegro Assai" – 1:20
15. "No. 3 1st Movement: Andante" – 2:24
16. "No. 3 2st Movement: Tempo Di Minuetto" – 2:00
17. "No. 4 1st Movement: Minuetto" – 2:10

## Vanjske poveznice
- Detalji o albumu na Lyricsu
- Iformacije o izlasku albuma